# Michał Kwiatkowski (piosenkarz)
Michał Kwiatkowski (ur. 12 listopada 1983 w Gorzowie Wielkopolskim) − polski piosenkarz, kompozytor, producent muzyczny i osobowość telewizyjna.

## Życiorys

### Rodzina i edukacja
Urodził i wychował się w Gorzowie Wielkopolskim. Ma dwóch młodszych braci: Mateusza (ur. 1987) i Dawida (ur. 1996), który również jest piosenkarzem. Kiedy miał 10 lat, zmarła jego matka. W tym czasie opiekował się nim ojciec Jacek oraz dziadkowie.
Ukończył IV Liceum Ogólnokształcące w Gorzowie Wielkopolskim, gdzie przez osiem lat uczęszczał też do szkoły muzycznej, ucząc się w klasie fortepianu i puzonu.

### Kariera zawodowa
W 1996 zajął pierwsze miejsce na Ogólnopolskim Festiwalu Piosenki i Tańca Dziecięcego w Koninie, za prezentację piosenki „Dom” z własnym tekstem i muzyką Ewy Gajewskiej-Kiepury, jego nauczycielki muzyki w szkole podstawowej. Kilka lat później utwór ten nagrała na płycie Danuta Błażejczyk. W 2001 wystąpił na festiwalu piosenki francuskiej w Splicie, na którym zajął trzecie miejsce za wykonanie utworu „Place des lilias”. Również w 2001 zajął pierwsze miejsce na Międzynarodowym Festiwalu Piosenki Francuskiej VISA Francophone. Po powrocie do Polski zwyciężył w jednym z odcinków programu Szansa na sukces z piosenką K.A.S.Y. „Maczo” oraz zajął drugie miejsce w koncercie finałowym programu w Sali Kongresowej w Warszawie.
W 2002 wyjechał do Paryża, gdzie studiował literaturę współczesną i naukę o języku na Sorbonie. Żeby zarobić na utrzymanie, pracował w barze. Po roku zdecydował się na skupienie jedynie na karierze muzycznej. W 2003 zajął drugie miejsce w finale programu typu talent show Star Academy; zwyciężczyni programu, Élodie Frégé, podzieliła się z nim główną nagrodą. Po udziale w programie nagrał z Frégé singiel „Viens jusqu’à moi”, który uzyskał certyfikat podwójnej złotej płyty we Francji, sprzedając się w ponad 200 tys. sztuk. Utwór umieścił na swoim debiutanckim albumie studyjnym pt. De l’or et des poussières, który wydał w 2004. W latach 2004–2006 odbył trasę koncertową, w ramach której wystąpił we Francji, w Belgii, Szwajcarii, Maroko i Tahiti. W tym czasie wydał utwór „Mon tout”, z którym dotarł do pierwszego miejsca listy przebojów RMF FM i za który odebrał nagrodę od Cheri FM. W 2007 wydał album pt. All Alone with My Gueule. Po zakończeniu trasy koncertowej zakończył współpracę z wytwórnią Universal Music i założył wytwórnię „Self Concept”.
Jesienią 2009 wrócił do Polski i wziął udział w 10. edycji programu rozrykowego TVN; w parze z Janją Lesar dotarł do półfinału konkursu. Po udziale w programie wrócił do Francji i rozpoczął pracę nad trzecim albumem solowym pt. What’s Your Name?, który wydał w 2011. W 2012 wyruszył w trasę koncertową, podczas której prezentował klasyczny materiał, co zaowocowało powstaniem projektu muzycznego o nazwie Chopin etc. poświęconym Fryderykowi Chopinowi. Na początku 2014 podpisał kontrakt płytowy z wytwórnią My Music, pod której szyldem 14 października wydał czwarty (i pierwszy na polskim rynku) album studyjny pt. Chopin etc.. Płytą chciał „powrócić do korzeni i do fortepianu”. W 2015 zajął czwarte miejsce w finale czwartej edycji programu rozrywkowego Polsatu Twoja twarz brzmi znajomo.

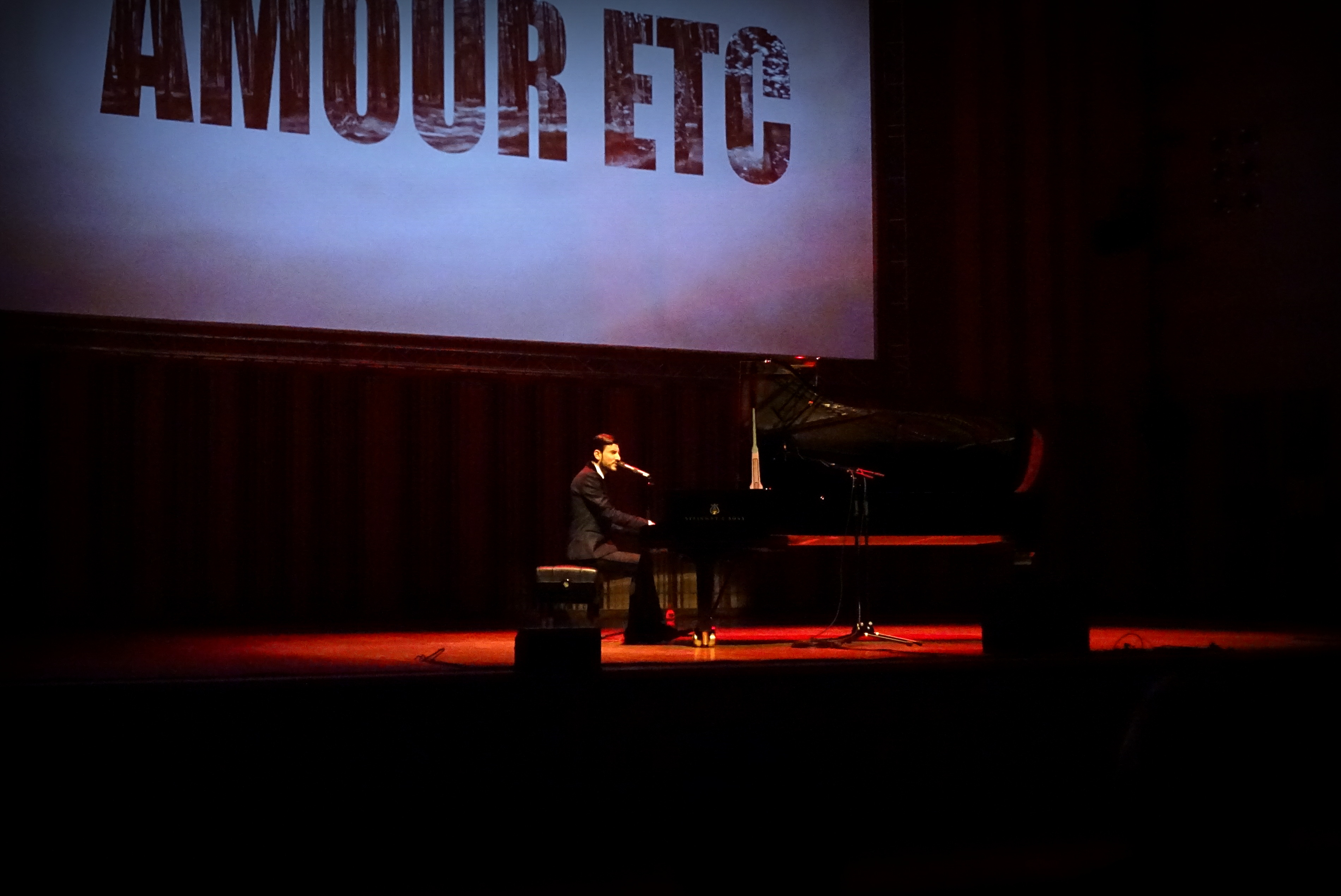
Kwiatkowski w Filharmonii Gorzowskiej (2017)

Wiosną 2016 uczestniczył w programie Polsat Café Celebrity Salon. We wrześniu w wywiadzie dla Plejada.pl zapowiedział wydanie nowej płyty. W październiku wydał singiel „On s’en va”, który stworzył z Michałem Wasilewskim, producentem zespołu xxanaxx. 16 grudnia wydał album świąteczny pt. Cicha noc / Douce nuit, zawierający interpretacje polskich kolęd, które nagrał m.in. z Izabelą Trojanowską, Tamarą Arciuch, Bartłomiejem Kasprzykowskim i Dawidem Kwiatkowskim.

## Inspiracje muzyczne
Na liście inspiracji muzycznych wymienia twórczość artystów, takich jak Mylène Farmer, Pet Shop Boys, Depeche Mode, Cocteau Twins, Moloko i Angelo Badalamenti. Jest też fanem Madonny.

## Życie prywatne
6 grudnia 2012 w wywiadzie dla francuskiego magazynu „Tele Loisir” ujawnił się jako gej.
W 2015 związał się z producentem telewizyjnym Maximem Assenzą, któremu oświadczył się w 2016 i z którym wziął ślub 28 lipcu 2017 w IX dzielnicy Paryża. W lutym 2020 para wzięła rozwód. W sierpniu 2020 poinformował, że ma nowego partnera – Bixente Simoneta. Mieszka w Paryżu.

## Dyskografia
| 2004                           | De l’or et des poussières - Data: 2004 - Wydawca: Mercury France            | 22 | 22 | −  |
| 2007                           | All Alone with My Gueule - Data: 12 stycznia 2007 - Wydawca: Mercury France | 85 | −  | −  |
| 2011                           | What’s Your Name? - Data: 15 listopada 2011 - Wydawca: Lovarium             | −  | −  | −  |
| 2014                           | Chopin etc. - Data: 14 października 2014 - Wydawca: My Music                | −  | −  | 44 |
| 2017                           | Cicha noc / Douce nuit - Data: 16 grudnia 2016 - Wydawca: My Music          | −  | −  | −  |
| „−” pozycja nie była notowana. |                                                                             |    |    |    |

| 2004                           | „Viens jusqu’à moi” (gościnnie: Élodie Frégé) | 8  | 5  | 30 |
| 2004                           | „Tu mets de l’or”                             | 18 | 12 | 69 |
| 2005                           | „Mon tout”                                    | 18 | 40 | −  |
| 2006                           | „All Alone with Your Gueule”                  | 68 | −  | −  |
| 2007                           | „Ça”                                          | −  | −  | −  |
| 2010                           | „What’s Your Name?”                           | −  | −  | −  |
| 2014                           | „Mon âme”                                     | −  | −  | −  |
| 2016                           | „On s’en va”                                  | −  | −  | −  |
| „−” pozycja nie była notowana. |                                               |    |    |    |